# Mary Spencer Watson
Mary Spencer Watson (Londres, 7 de mayo de 1913-7 de marzo de 2006) fue una escultora británica. Pasó la mayor parte de su vida en Dorset, donde se inspiró al ver a los canteros tallar la piedra de Purbeck, cerca de su casa. Sus obras pueden verse en la Universidad de Cambridge y en la Catedral de Wells, entre otros lugares.

## Trayectoria
Watson nació en Londres y en 1923 su familia se trasladó a una casa de campo en Dorset. Su madre, Hilda, era bailarina y mimo y su padre era el artista George Spencer Watson. Su padre compró Dunshay Manor, que se convirtió en el hogar de Watson durante el resto de su vida. La familia decoró la mansión con estilo Arts and Crafts y utilizó sus dependencias como estudios y para producciones de danza y teatro. Dunshay Manor estaba cerca de Langton Matravers en la isla de Purbeck y había varias canteras de piedra en la zona. Watson quedó fascinada por los albañiles y canteros que vio trabajando la piedra local de Purbeck con herramientas tradicionales y decidió convertirse en escultora. 
Watson asistió al Bournemouth Municipal College un día a la semana durante 1929 y 1930 para preparar un portafolio para el examen de ingreso a la Royal Academy of Arts. Rechazada por la Academia, Watson estudió en la Slade School of Fine Art en Londres durante un año antes de ser aceptada en las Royal Academy Schools en 1932. Watson estudió allí tres años durante los cuales ganó varios premios y distinciones. Para adquirir más experiencia en el tallado, se matriculó en la Escuela Central de Artes y Oficios en 1936, donde recibió clases de John Skeaping y Alfred Turner.
En 1937, Watson realizó su primera exposición individual. Constaba de piezas en terracota, mármol, madera y alabastro, en la Mansard Gallery de Heal's en Tottenham Court Road. Más tarde, ese mismo año, pasó tres meses en el estudio de París de Ossip Zadkine en número 100 bis de la calle d'Assas, ahora el Museo Zadkine, donde esculpió una serie de composiciones, incluida una figura de dos metros y medio de altura. Watson regresó a Inglaterra en 1938 y permaneció allí durante la Segunda Guerra Mundial, que pasó haciendo trabajos agrícolas en Dunshay Manor y enseñando arte y escultura en escuelas de todo Dorset. 

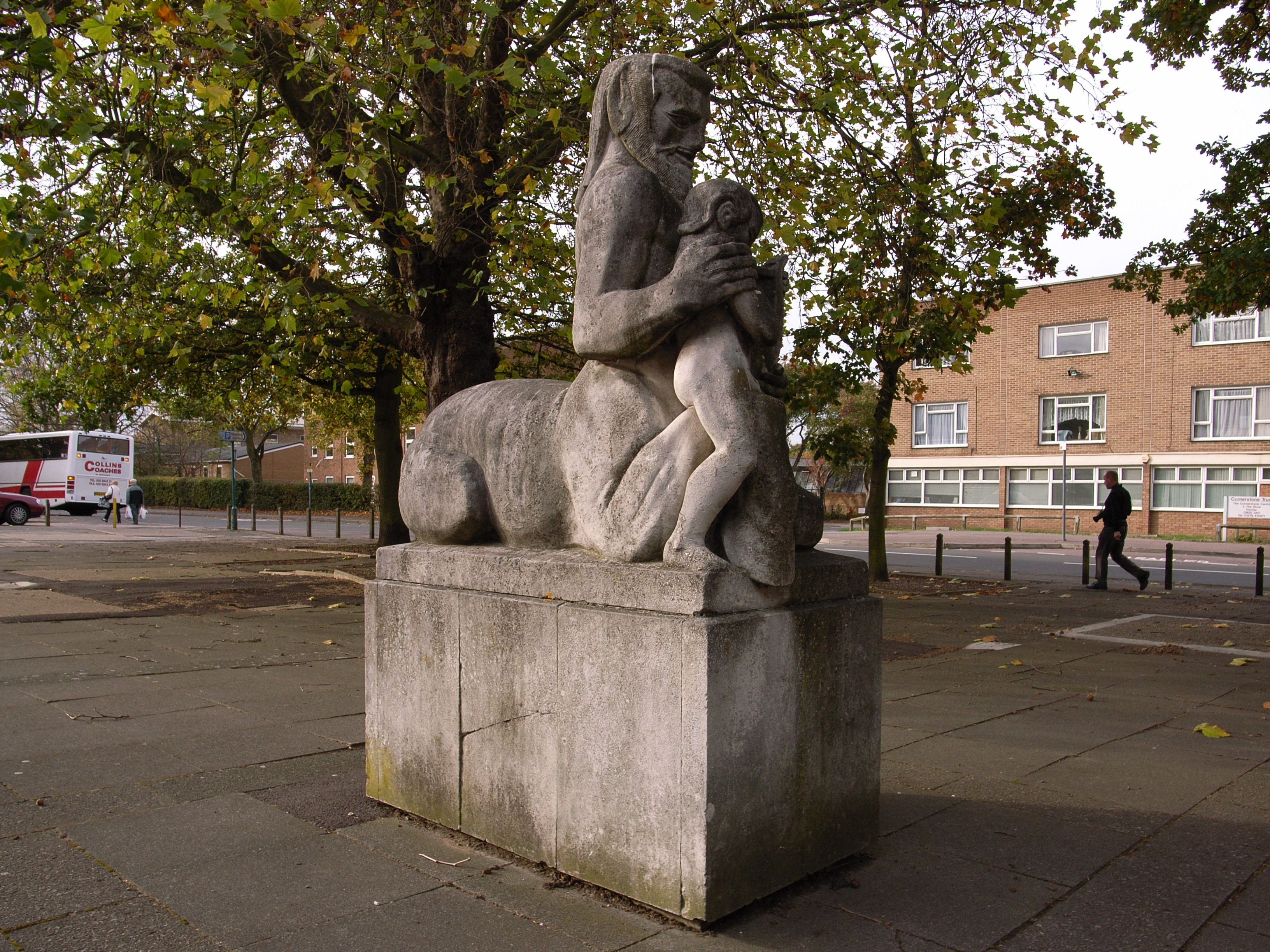
Chiron (1953), Harlow, Essex

Después de la guerra, Watson recibió varios encargos públicos, a menudo por grandes piezas arquitectónicas. Entre ellos se encuentran dos encargos del arquitecto Sir Frederick Gibberd para Magic Beast de la Escuela Infantil Crofton Common de Longbridge y para Chiron Teaching the Young Hero para Harlow New Town. Una visita a Grecia en 1953 inspiró a Musician, una gran talla de piedra de Purbeck que se mostró en la Royal Academy of Arts en 1955. Cuando Sir Edward Maufe lo vio, le encargó dos ángeles dorados de palisandro para la catedral de Guildford. En 1958 Watson completó un encargo que le propuso la Universidad de Cambridge, creando una serie de bajorrelieves para el exterior del Edificio de la Facultad de Química, representan las armas de la universidad y cinco símbolos de alquimia. Sus Four Symbols of the Evangelists, en piedra de Purbeck, ahora conducen a la entrada norte de la catedral de Wells. En 2000, en el cementerio de Langton Matravers, Watson instaló Purbeck Quarryman. Watson expuso con la Sociedad de Bellas Artes, en la Galería Foyles, en la Sociedad Nacional de Pintores, Escultores y Sepultureros, con el New Art Center y el Women's International Art Club. Tuvo exposiciones individuales en Pelter/Sands en Bristol, en el Museo del Condado de Dorset y una gran retrospectiva en el Museo de Salisbury y South Wiltshire, con piezas expuestas en la catedral de Salisbury, en 2004.
Durante cincuenta años, hasta su muerte, Watson mantuvo una relación con Margot Baynes, que vivía en Dunshay Manor con sus hijos. Watson legó la propiedad al Landmark Trust que, tras una larga discusión legal con la hija de Margot, Hetty Baynes, restauró la mansión y comenzó a celebrar eventos públicos en ella en abril de 2019.

## Exposiciones
- Mansard Gallery, Heal's, London, 1937

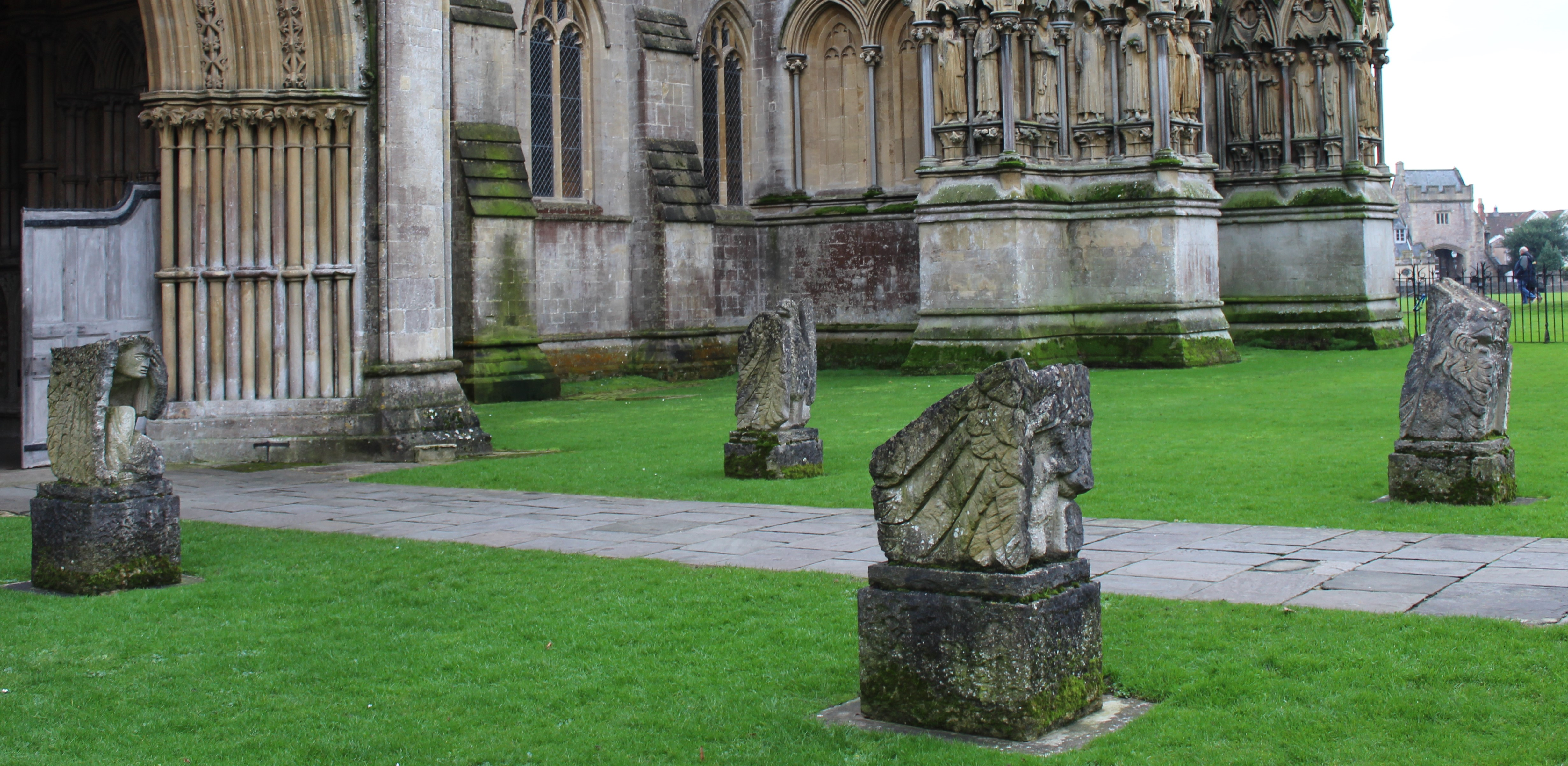
Four Symbols of the Evangelists, Wells Cathedral

- National Society of Painters, Sculptors, Engravers, Potters, 1940, 1947
- Royal Academy, London, 1940 - 1934
- Women's International Arts Club, 1947, 1950, 1951
- Arts & Crafts Exhibition Society, Victoria & Albert Museum, 1950
- Dorset County Museum, 1976, 1981, 1998 (solo)
- New Art Centre, London, 1985, 1989, 1990 (solo)
- New Art Centre, Roche Court, Wiltshire, 1987 - 2004
- Pelter Sands, Bristol, 1988, 1990
- Cookham Trinity Arts Festival, 1994 (solo)